# Булгарские языки
Булга́рские, или огу́рские тюркские языки — одна из шести ветвей тюркских языков, предположительно, древнейшей формации. За исключением чувашского, остальные языки группы являются мёртвыми и известны только по существующим многочисленным эпитафиям:85-99 и изоглоссам.

## Генезис
Современные данные по генезису булгарских языков опираются на фоно-морфостатистическую (О. А. Мудрак) и лексикостатистическую (А. В. Дыбо) классификации языков.
Обследование двух наборов стословников и установление относительной хронологии генеалогических древ тюркских языков на основе лексико-статистических данных, проведённое А. В. Дыбо, показало, что начало распада пратюркского языка связано с отделением чувашского от других языков, обычно определяемое как отделение булгарской группы. На обоих генеалогических древах соответствующий первый узел датируется около −30 — 1 гг. до н. э. А. В. Дыбо связывает эту дату с миграцией части хунну из Западной Монголии на запад, через северный Синьцзян в Южный Казахстан, на Сыр-Дарью в 56 г. до н. э.

Первый узел обоих наших генеалогических древ — это отделение чувашского от других языков, обычно определяемое как отделение булгарской группы.— Дыбо, A. B. Хронология тюркских языков и лингвистические контакты ранних тюрков. — М.: Академия, 2004. — С. 766.

## Состав
К булгарской группе относят языки:
- хазарский †,
- булгарский †,
- хуннский-гуннский (по одной из точек зрения) †[10][11][12],
- тюркский-аварский (по одной из точек зрения) †.
- чувашский, современная форма волжско-булгарского и единственный живой язык — представитель данной группы[13][14].

## Особенности
К фонетическим особенностям булгарской группы можно отнести следующее:
- сохранение различий между долгими и краткими гласными;
- оригинальный вокализм;
- смягчение в ряде позиций звуков s и t (в современном чувашском шипящие рефлексы);
- ротацизм — изменение пратюркского ŕ в r (ротацизм);
- ламбдаизм — изменение пратюркского ł в l в закрытом слоге и в š в открытом — в современном чувашском сохраняется значительное количество этимологических дублетов (ламбдаизм);
- сохранение противопоставления ŕs и ŕ и łč и ł — в остальных тюркских ŕs совпадает с ŕ, а łč с ł.
- реализация в зависимости от позиции пратюркского -d- в виде -j- (в современном чувашском сохраняется, сливается с гласными или переходит в -v-) или -z-, возможно, также -d- (вероятно, в хазарском); изменение -z- > -r- (второй ротацизм) позднейшее;
- наличие твердого гласного, уникального нелабиализованного звука заднего ряда, в чувашском этот звук обозначается буквой «ӑ», а в болгарском языке дунайских болгар буквой «ъ».

В современном чувашском также произошли следующие фонетические процессы: совпадение i, ɨ и ü, огубление a в первом слоге (в малокарачинском рефлекс a противопоставляется рефлексам исконных губных), оглушение начальных звонких, озвончение слабых глухих, изменение q > x (последнее наблюдалось уже в волжско-камском).
Грамматические особенности:
- отсутствие окончания -lar во множественном числе — в современном чувашском употребляется окончание -sem (по диалектам -sam);
- совпадение дательного и винительного падежа;
- наиболее последовательное различение основ на гласный, в том числе редуцированный ə, и на согласный, при ограниченности использования показателя притяжательности -sɨ;
- показатели притяжательности, предшествующие числовым.
- может отсутствовать притяжательный аффикс[15].